# Ghotul

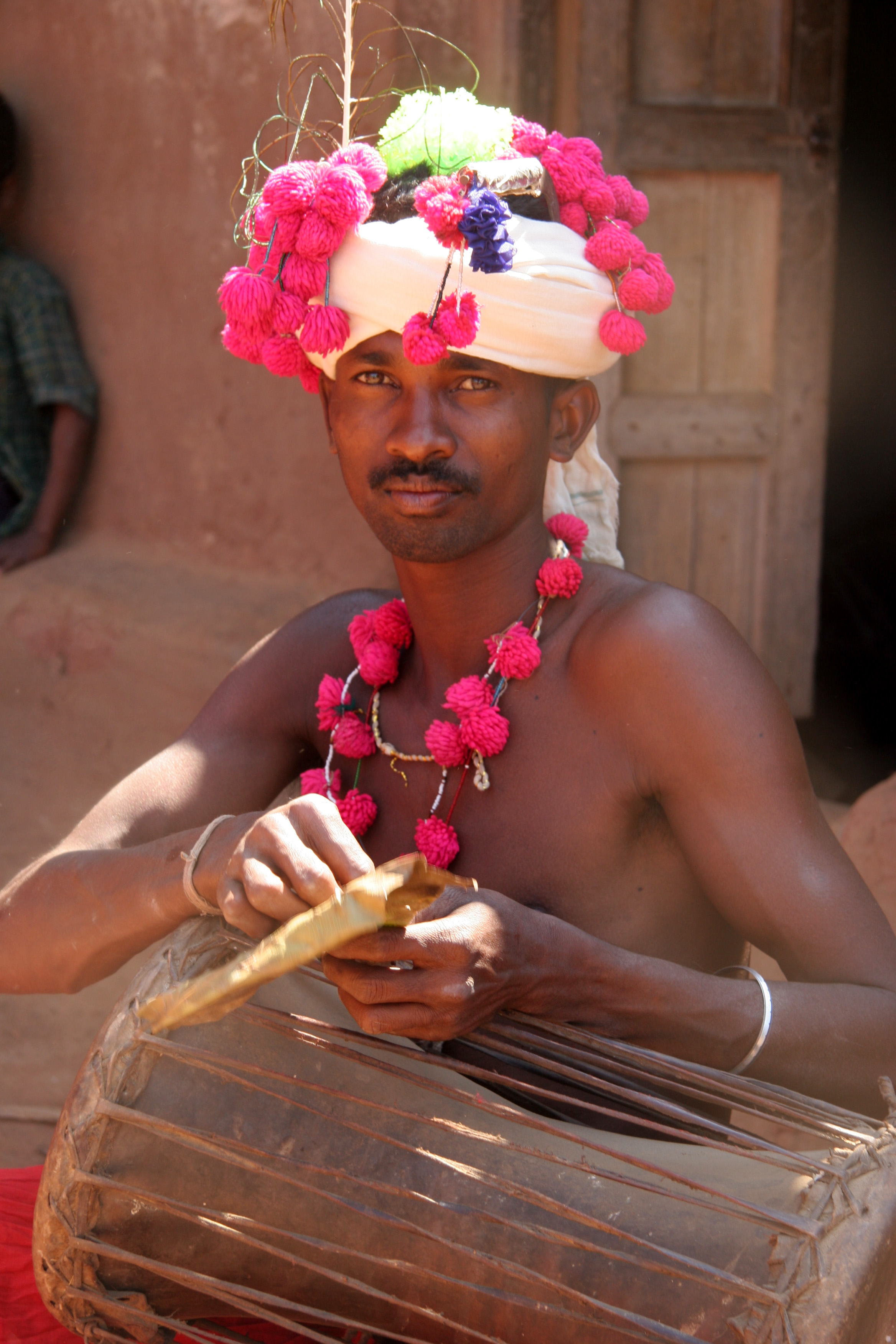
Les Murias étaient réputés très bons danseurs, musiciens et poètes. Ils le sont encore localement.

Les ghotuls sont, chez les Murias du nord-est de l’Inde, les dortoirs collectifs où doivent traditionnellement dormir tous les adolescents d’un même village, garçons et filles. Dans la mythologie muria, les gothuls auraient été créés par Lingo Pen (ou Lingo Pan), dieu de la musique et de la danse, ainsi que des meilleures choses de la vie chez les peuples « Gond » de l'est de l’Inde.
Verrier Elwin juge le ghotul comme un lieu plus marqué par les restrictions que par les excès. L'anthropologue anglaise Margaret Mead a étudié la société des Murias (population aborigène vivant au Sud de l'Inde, dans l’État de Bastar), et leur vie dans le ghotul.
Le mot ghotul (parfois écrit gotul) est le plus souvent traduit par « dortoir commun » ou « maison des jeunes ». Ce sont de grandes maisons communes où les adolescents passent leurs nuits avec une relative liberté sexuelle, garçons et filles devant dormir ensemble et changer de partenaire régulièrement avant de former un couple de jeunes adultes qui iront vivre dans le village hors du ghotul. Ils doivent cependant faire en sorte que les filles ne tombent pas enceinte avant d'être adultes. Une grossesse impose la sortie du ghotul.
Dans le ghotul, les adolescents portaient pour ce lieu et la nuit un prénom différent de celui donné par leurs parents.

## Autres institutions de type dortoirs collectifs
Les ghotuls des Murias sont les dortoirs collectifs dont la vie a été la mieux étudiée par les ethnologues, mais des dortoirs communautaires d’adolescents existent dans d'autres régions de l’Est et du Sud de l’Inde (Kerala, Chhattisgarh, Orissa, Jharkhand, Meghalaya, Assam, Tripura, Mizoram, Manipur, Nagaland, Arunachal Pradesh et îles Andaman-et-Nicobar) et même dans d'autres pays et sur d'autres continents : en Haute-Volta), au Népal chez les Tamang de la haute Ankhu Khola, sous des formes légèrement différentes (mixtes ou avec garçons et filles séparés).
Les Samo de Haute-Volta connaissent aussi des dortoirs collectifs pour les adolescents, et il est très courant ailleurs en Afrique que lors de cérémonies d'initiations, les adolescents passent quelque temps entre eux et à l'extérieur du village, mais généralement garçons et filles sont séparés. Ce temps est cependant beaucoup plus court.
De même, les habitants des Îles Trobriand ont un dortoir destiné à la vie adolescente. Cette société a été particulièrement étudiée par Bronislaw Malinowski.
On les appelle Nokpante chez les Garo, Morung chez les Naga, Wanchoo et Nocte, Zawlbuk chez les Lushei, Nadrong chez les Dimasa Kachari, Mosup chez les Adi, Jyrkodam / Hangsekia chez les Karbi, Samadi / Chamadi chez les Tiwa ou Lalung, Chavadi chez les Muthuvan, Dhum Kuria chez les Oraon, Rang bang chez les Bhotia, Kichuki chez les Angami Naga, Ikhuichi ou Iloichi chez les Zemi, et Dhanga Bassa chez les Bhuiya).

## Évolutions récentes
45 ans après Verrier Elwin (The Muria and their ghotul, 1947, traduit en français par A. Bigot, publié en 1959 par Gallimard), la tradition et la vie au gothul semblent avoir bien changé. Simeran Man Singh Gell, ethnologue indienne, décrit le gothul (The Ghotul in Murai Society, Chur, Harwood Academic publishers, 1992, 250 p, Studies in Anthropology and History) comme moins enchanteur : elle y trouve les filles assujetties par les garçons, avec des entre les sexes et une sexualité refoulée, limitée à des caresses préliminaires, les rapports sexuels complets étant rares ou se faisant hors du ghotul (p 220).
Les images de Louis Malle n'évoquent pas ou plus non plus des relations épanouissantes décrites 40 ou 50 ans plus tôt par des auteurs, avant que les effets de la colonisation anglaise et la pression des castes et ethnies dominantes ne se soient fait sentir dans les régions reculées. Il semble que, comme l'évoque Gérard Toffin du CNRS (UPR 299 Meudon), la liberté sexuelle du ghotul est aussi difficile à accepter pour les castes hindoues les plus élevées où se recrutent les ethnologues que pour la société anglaise victorienne. Gérard Toffin évoque le statut particulier des jeunes des ghotuls, invités à chanter et danser pour les fêtes religieuses de villages voisins ou du village même, qui auraient des relations spécifiques avec les divinités pen (Lingopan, ou lingopen).